# Трансценденція (релігія)
Трансценденція у релігії — аспект природи і сили божества, який цілком незалежний від матеріального Всесвіту, поза всіма відомими фізичними законами. Протиставляється іманентності, де, як кажуть, Бог повністю присутній у фізичному світі і, отже, доступний для істот різними способами. У релігійному досвіді трансцендентність — це стан буття, яке подолало обмеження фізичного існування і, за деякими визначеннями, також стало незалежним від нього. Це, як правило, проявляється у молитві, сеансі, ритуалах, медитації, психоделіці та паранормальних «видіннях».